# Galium collomiae
Galium collomiae är en måreväxtart som beskrevs av John Thomas Howell. Galium collomiae ingår i släktet måror, och familjen måreväxter. Inga underarter finns listade i Catalogue of Life.